# Cavariella theobaldi
Cavariella theobaldi är en insektsart som först beskrevs av David D. Gillette och Bragg 1918.  Cavariella theobaldi ingår i släktet Cavariella och familjen långrörsbladlöss. Arten är reproducerande i Sverige. Inga underarter finns listade i Catalogue of Life.